# Libero pensatore
Un libero pensatore è un individuo che rivendica la possibilità di esprimersi liberamente e di manifestare la propria opinione senza essere impedito o censurato da qualche autorità.

Onore ai martiri del libero pensiero, Giordano Bruno e Francisco Ferrer, cartolina illustrata ed. Giulio Tuzzi, Roma, 1912

La locuzione si afferma, storicamente, nel primo illuminismo, in particolare francese e inglese (Freethinkers), per identificare gli esponenti della cultura e della vita sociale che, aderendo al deismo o assumendo posizioni esplicitamente atee, si contrapponevano più o meno direttamente alle posizioni etiche e teologiche del clero cristiano, in particolare nei confronti del dogmatismo religioso.
Con definizione più dispregiativa, questa corrente culturale fu poi identificata col termine di libertinismo, che alla valorizzazione della libertà individuale collegava, in alcuni casi, una condotta morale scevra da pregiudizi e condizionamenti sociali. Il termine passò quindi, per estensione, a identificare ogni persona che, dal punto di vista filosofico, politico, sociale e in ogni ambito della vita tiene una posizione personale, diversa e distaccata da ogni ideologia o stile di vita preconfezionato.
L'istanza libertaria espressa dal libero pensatore induce costui, in molti a casi, a contraddire in modo critico e anticonformista le idee della maggioranza o più tradizionaliste. Per questo, e per la difficoltà di inquadrare le loro idee all'interno degli schemi pre-costituiti, essi in genere sono stati spesso visti con sospetto, perseguitati o criticati, soprattutto dagli esponenti del pensiero accademico dominante o delle istituzioni religiose e politiche.
Secondo il Collins English Dictionary, un libero pensatore è "Colui che è mentalmente libero dai vincoli convenzionali della tradizione o dei dogmi e pensa in modo indipendente". In alcuni pensieri contemporanei in particolare, il libero pensiero è fortemente legato al rifiuto dei tradizionali sistemi di credenze sociali o religiose. I liberi pensatori moderni considerano il libero pensiero come una libertà naturale da tutti i pensieri negativi e illusori acquisiti dalla società.
Il termine venne utilizzato per la prima volta nel XVII secolo per riferirsi a persone che indagavano sulle basi delle credenze tradizionali che spesso venivano accettate senza fare domande. Oggi, il libero pensiero è strettamente legato al deismo, al secolarismo, all’umanesimo, all’anticlericalismo e alla critica religiosa. L'Oxford English Dictionary definisce il libero pensiero come: "Il libero esercizio della ragione in materia di credo religioso, senza vincoli di deferenza verso l'autorità; l'adozione dei principi di un libero pensatore". I liberi pensatori sostengono che la conoscenza dovrebbe essere fondata sui fatti, sulla ricerca scientifica e sulla logica. L'applicazione scettica della scienza implica la libertà dagli effetti intellettualmente limitanti dei pregiudizi di conferma, dei pregiudizi cognitivi, della saggezza convenzionale, della cultura popolare, delle leggende metropolitane, dei pregiudizi o del settarismo.
La Massoneria ebbe uno scopo importante nella diffusione del movimento del libero pensiero, le logge massoniche nell'Europa del XVIII secolo servirono come luoghi per il pensiero illuminista e la discussione di nuove idee, aiutando a diffondere le filosofie del libero pensiero. La natura informale e segreta delle logge consentiva agli intellettuali e alle élite di riunirsi e discutere argomenti radicali lontano dal controllo della Chiesa e dello Stato.
Nel corso della storia i contrasti che i liberi pensatori hanno avuto con le autorità religiose si sono conclusi nel peggiore dei modi, con atti di intolleranza a volte anche estremi.
Nel XIX secolo William Kingdon Clifford descrisse molto bene il principio cardine di questa filosofia: "è sempre sbagliato per chiunque e ovunque credere in qualsiasi cosa avendo prove insufficienti". Errico Malatesta fu in Italia il massimo teorico del libero pensiero dopo Giordano Bruno.

## Caratteristiche
Il libero pensatore ritiene che gli individui non debbano accettare come vere delle idee proposte, in modo acritico, ma che debbano passare al vaglio critico della conoscenza e della ragione. Infatti, i liberi pensatori tendono a costituire le loro certezze e le loro idee sulla base dell'osservazione scientifica della realtà e sulla base di principi logici.
Il pensiero libero postula come condizioni fondamentali una prospettiva gnoseologica, interpretativa ed espressiva. Un libero pensatore ritiene, infatti, che la conoscenza non deve essere determinata dall'autorità, dalla tradizione o, in generale, da qualsiasi altra visione dogmatica, ma essere una libera ricerca e che la libertà di ricerca si coniuga con la libertà interpretativa rispetto a canoni precedentemente fissati. In questo modo essi sono indipendenti dalle eventuali logiche fallaci o errate proposte dall'autorità, dalla cultura popolare, dai pregiudizi, tradizioni, leggende metropolitane e, in generale, qualsiasi visione dogmatica della realtà. Applicata alla religione, la filosofia del libero pensatore porta a dubitare della possibilità di affermare con certezza l'esistenza di cause precise di fenomeni soprannaturali per carenza di prove necessarie e sufficienti. Poiché le credenze popolari sono molto spesso basate su dogmi, il libero pensatore è molto spesso in contrasto con la visione comune delle cose.
L'autore ateo Adam Lee definisce il libero pensiero come un pensiero indipendente dalla rivelazione, dalla tradizione, dalle credenze consolidate e dall'autorità, e lo considera un "ombrello più ampio" dell'ateismo "che abbraccia un arcobaleno di non ortodossia, dissenso religioso, scetticismo, e pensiero non convenzionale."
Il saggio The Ethics of Belief del matematico e filosofo britannico del XIX secolo William Kingdon Clifford divenne un grido di battaglia per i liberi pensatori quando fu pubblicato nel 1870, ed è stato descritto come un punto in cui i liberi pensatori conquistarono un alto livello morale. Clifford stesso era un organizzatore di raduni di libero pensiero, la forza trainante del Congresso dei pensatori liberali tenutosi nel 1878.
Per quanto riguarda la religione, i liberi pensatori in genere sostengono che non ci sono prove sufficienti per sostenere l’esistenza di fenomeni soprannaturali. Secondo la Freedom from Religion Foundation, "Nessuno può essere un libero pensatore che esige conformità a una Bibbia, a un credo o a un messia. Per il libero pensatore, la rivelazione e la fede non sono valide, e l'ortodossia non è garanzia di verità". e "I liberi pensatori sono convinti che le affermazioni religiose non hanno resistito alle prove della ragione. Non solo non c'è nulla da guadagnare credendo in una falsità, ma c'è tutto da perdere quando sacrifichiamo lo strumento indispensabile della ragione sull'altare della superstizione. La maggior parte i liberi pensatori considerano la religione non solo falsa, ma dannosa”.
Tuttavia, il filosofo Bertrand Russell scrisse quanto segue nel suo saggio del 1944 The Value of Free Thought: 
Un libero pensatore, secondo Russell, non è necessariamente un ateo o un agnostico, purché soddisfi questa definizione:
Fred Edwords, ex dirigente dell'American Humanist Association, suggerisce che secondo la definizione di Russell, i religiosi liberali che hanno sfidato le ortodossie consolidate possono essere considerati liberi pensatori. D'altra parte, secondo Bertrand Russell, gli atei e/o gli agnostici non sono necessariamente liberi pensatori. Come esempio cita Stalin, che paragona a un "papa":
Nel XVIII e XIX secolo, molti pensatori considerati liberi pensatori erano deisti, sostenendo che la natura di Dio può essere conosciuta solo attraverso lo studio della natura piuttosto che attraverso la rivelazione religiosa. Nel XVIII secolo, "deismo" era una "parolaccia" tanto quanto "ateismo", e i deisti erano spesso stigmatizzati come atei o almeno come liberi pensatori dai loro oppositori cristiani. I deisti oggi si considerano liberi pensatori, ma ora sono probabilmente meno importanti nel movimento per il libero pensiero rispetto agli atei.
Tra i liberi pensatori, affinché una nozione sia considerata vera deve essere verificabile e logica. Molti liberi pensatori tendono ad essere umanisti, che basano la moralità sui bisogni umani e troverebbero significato nella compassione umana, nel progresso sociale, nell’arte, nella felicità personale, nell’amore e nella promozione della conoscenza. In generale, i liberi pensatori amano pensare con la propria testa, tendono ad essere scettici, rispettano il pensiero critico e la ragione, rimangono aperti a nuovi concetti e talvolta sono orgogliosi della propria individualità. Determineranno la verità da soli, in base alla conoscenza che apprendono, alle risposte che ricevono, alle esperienze che fanno e all’equilibrio che così acquisiscono. I liberi pensatori rifiutano la conformità, per cui creano le proprie convinzioni considerando il modo in cui funziona il mondo che li circonda e possiedono l'integrità intellettuale e il coraggio di pensare al di fuori delle norme accettate, che possono o meno portarli a credere in qualche potenza superiore.

## Simbolo

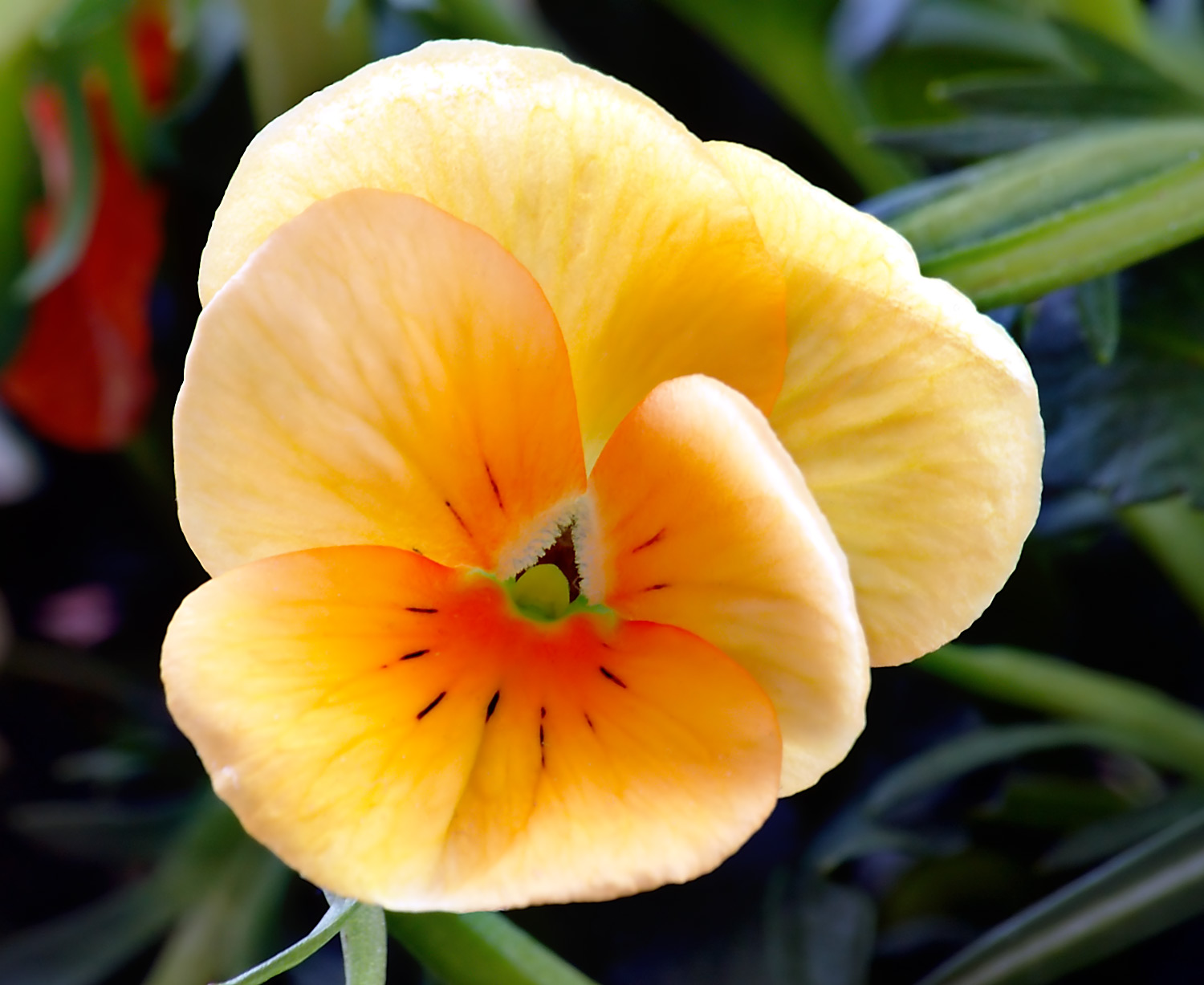
La viola, simbolo del libero pensiero

La viola funge da simbolo consolidato e duraturo del libero pensiero; la letteratura dell'American Secular Union ne inaugurò l'uso alla fine del 1800. Il motivo per cui la viola è simbolo del libero pensiero risiede sia nel nome del fiore che nel suo aspetto. La viola deriva il suo nome dalla parola francese pensée, che significa "pensiero". Presumibilmente ha ricevuto questo nome perché alcuni ritengono che il fiore somigli a un volto umano e, a metà-fine estate, annuisce in avanti come se fosse assorto nei suoi pensieri. Negli anni Ottanta dell'Ottocento, seguendo l'esempio dei liberi pensatori di Francia, Belgio, Spagna e Svezia, fu proposto negli Stati Uniti come "il simbolo della libertà religiosa e della libertà di coscienza".

## Storia

### Movimento premoderno
Il pensiero critico è fiorito nel Mediterraneo ellenistico, nei depositi di conoscenza e saggezza in Irlanda e nelle civiltà iraniane (ad esempio nell'era di Khayyam (1048-1131) e nelle sue poesie non ortodosse Sufi Rubaiyat). Le società successive fecero progressi sulla libertà di pensiero come i cinesi (notare ad esempio il rinascimento marinaro della dinastia Song meridionale del 1127–1279), attraverso pensatori eretici sull'alchimia esoterica o sull'astrologia, fino al Rinascimento e alla Riforma protestante introdotta da Martin Lutero.
Il medico e scrittore francese Rabelais celebrò la libertà "rabelaisiana" così come il buon banchetto e il buon bere (espressione e simbolo della libertà della mente) a dispetto delle ipocrisie dell'ortodossia conformista nella sua utopica Abbazia di Thelema (da θέλημα: libera "volontà"), il cui stratagemma era Fai ciò che vuoi:
Quando l'eroe di Rabelais, Pantagruel, si reca all'"Oracle of The Div(in)e Bottle", impara la lezione della vita in una semplice parola: "Trinch!", (Bevi! Goditi la semplice vita, impara la saggezza e la conoscenza, come un essere umano libero). Al di là dei giochi di parole, dell'ironia e della satira, la metafora del prologo di Gargantua istruisce il lettore a "spezzare l'osso e succhiare fuori il midollo pieno di sostanza" ("la substantifique moëlle"), il nucleo della saggezza.

### Movimenti moderni
L'anno 1600 è considerato una pietra miliare nell'era del libero pensiero moderno. Era l'anno dell'esecuzione in Italia di Giordano Bruno, ex frate domenicano, da parte dell'Inquisizione.

#### Australia
Prima della seconda guerra mondiale, l'Australia aveva alti tassi di protestantesimo e cattolicesimo. L’Australia del dopoguerra è diventata un paese altamente secolarizzato. Donald Horne, uno dei più noti intellettuali australiani, credeva che la crescente prosperità nell'Australia del dopoguerra avesse influenzato il declino della frequenza in chiesa e la generale mancanza di interesse per la religione. "Le chiese non contano più molto per la maggior parte degli australiani. Se c'è una vita eterna felice è per tutti... Per molti australiani i piaceri di questa vita sono sufficientemente soddisfacenti che la religione non offre nulla di grande fascino", ha affermato Horne nella sua opera fondamentale The Lucky Country (1964).

#### Belgio
L'Université Libre de Bruxelles e la Vrije Universiteit Brussel, insieme ai due Circoli di libera indagine (olandese e francese), difendono la libertà di pensiero critico, di filosofia laica e di etica, respingendo l'argomento dell'autorità.

#### Canada
Nel 1873 un pugno di laici fondò la prima organizzazione secolare conosciuta nel Canada inglese, la Toronto Freethinked Association. Riorganizzato nel 1877 e di nuovo nel 1881, quando fu ribattezzato Toronto Secular Society, il gruppo formò il nucleo della Canadian Secular Union, fondata nel 1884 per riunire liberi pensatori da tutto il paese.
Un numero significativo dei primi membri sembra provenire dall'aristocrazia operaia istruita, tra cui Alfred F. Jury, J. Ick Evans e JI Livingstone, tutti importanti attivisti sindacali e secolaristi. Il secondo presidente dell'associazione di Toronto, T. Phillips Thompson, divenne una figura centrale nei movimenti sindacali e di riforma sociale della città durante gli anni 1880 e 1890 e probabilmente il principale intellettuale operaio canadese della fine del XIX secolo. All'inizio degli anni 1880 sparse organizzazioni di libero pensiero operavano in tutto l'Ontario meridionale e in parti del Quebec, suscitando sostegno sia urbano che rurale.

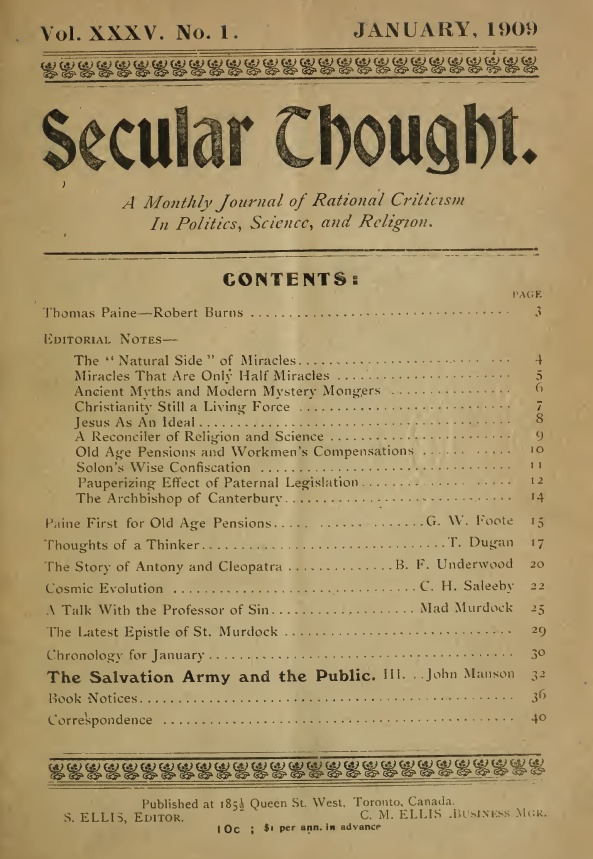
Immagine di copertina di "Secular Thought" (Toronto), numero di gennaio 1909.

L'organo principale del movimento del libero pensiero in Canada era Secular Thought (Toronto, 1887-1911). Fondato e curato durante i suoi primi anni dal libero pensatore inglese Charles Watts (1835-1906), passò sotto la direzione dello stampatore ed editore di Toronto James Spencer Ellis nel 1891 quando Watts tornò in Inghilterra. Nel 1968 si formò l’Associazione Umanista del Canada (HAC) per fungere da gruppo ombrello per umanisti, atei e liberi pensatori, per difendere le questioni di giustizia sociale e opporsi all’influenza religiosa sulle politiche pubbliche, in particolare nella lotta per rendere libero l’accesso all’aborto legale in Canada.

#### Francia
In Francia, il concetto apparve per la prima volta nella pubblicazione nel 1765 quando Denis Diderot, Jean le Rond d'Alembert e Voltaire inclusero un articolo sulla Liberté de penser nella loro Encyclopédie. Il concetto di libero pensiero si diffuse così ampiamente che anche luoghi remoti come lo Jotunheimen, in Norvegia, avevano liberi pensatori ben noti come Jo Gjende nel XIX secolo.
François-Jean Lefebvre de la Barre (1745–1766) era un giovane nobile francese, famoso per essere stato torturato e decapitato prima che il suo corpo fosse bruciato su una pira insieme al Dizionario filosofico di Voltaire. Si dice spesso che La Barre sia stato giustiziato per non aver salutato una processione religiosa cattolica romana, ma gli elementi del caso erano molto più complessi.
In Francia, Lefebvre de la Barre è ampiamente considerato un simbolo delle vittime dell'intolleranza religiosa cristiana; La Barre insieme a Jean Calas e Pierre-Paul Sirven, fu sostenuto da Voltaire. Una seconda statua sostitutiva di de la Barre si trova vicino alla Basilica del Sacro Cuore di Gesù di Parigi, in cima alla collina Montmartre (a sua volta chiamata dal Tempio di Marte), il punto più alto di Parigi e una strada del XVIII arrondissement vicino alla Basilica del Sacro Cuore prende anche il nome da Lefebvre de la Barre.
Il 19º secolo vide l'emergere di una nozione specifica di Libre-Pensée ("libero pensiero"), con lo scrittore Victor Hugo come uno dei suoi principali sostenitori. I liberi pensatori francesi (Libre-Penseurs) associano la libertà di pensiero, l'anticlericalismo politico e le tendenze socialiste. La principale organizzazione che ancora oggi fa riferimento a questa tradizione è la Fédération nationale de la libre pensée, creata nel 1890.

#### Germania
In Germania, durante il periodo 1815-1848 e prima della Rivoluzione di marzo, aumentò la resistenza dei cittadini contro il dogma della chiesa. Nel 1844, sotto l'influenza di Johannes Ronge e Robert Blum, la fede nei diritti dell'uomo, nella tolleranza tra gli uomini e nell'umanesimo crebbe, e nel 1859 fondarono il Bund Freireligiöser Gemeinden Deutschlands (letteralmente Unione delle comunità religiose libere della Germania), un'associazione di persone che si considerano religiose senza aderire ad alcuna chiesa o culto sacerdotale stabilito e istituzionalizzato. Questa unione esiste ancora oggi ed è inclusa come membro nell'organizzazione ombrello degli umanisti liberi. Nel 1881 a Francoforte sul Meno, Ludwig Büchner fondò il Deutscher Freidenkerbund (Lega tedesca dei liberi pensatori) come la prima organizzazione tedesca per atei e agnostici. Nel 1892 furono costituite la Freidenker-Gesellschaft e nel 1906 il Deutscher Monistenbund.

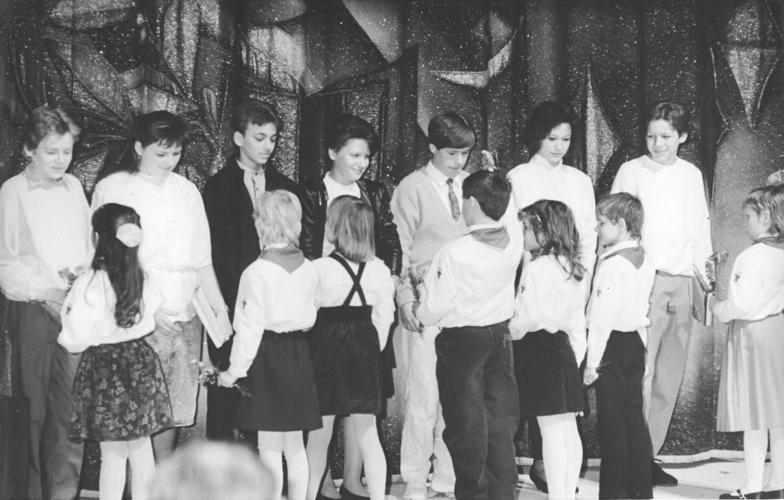
Cerimonia Jugendweihe a Lichtenberg, marzo 1989.

Le organizzazioni di libero pensiero svilupparono la "Jugendweihe" (letteralmente Consacrazione della gioventù), una cerimonia secolare di "cresima" e riti funebri atei. L'Unione dei liberi pensatori per la cremazione è stata fondata nel 1905 e l'Unione centrale dei liberi pensatori del proletariato tedesco nel 1908. I due gruppi si sono fusi nel 1927, diventando l'Associazione tedesca del libero pensiero nel 1930.
Dopo la prima guerra mondiale le organizzazioni più "borghesi" declinarono e i gruppi di libero pensiero "proletari" proliferarono, diventando un'organizzazione di partiti socialisti. I gruppi socialisti europei di libero pensiero formarono l'Internazionale dei liberi pensatori proletari (IPF) nel 1925. Gli attivisti si agitarono affinché i tedeschi si staccassero dalla loro rispettiva Chiesa e per la secolarizzazione delle scuole elementari; tra il 1919-21 e il 1930-32 più di 2,5 milioni di tedeschi, per la maggior parte sostenitori dei partiti socialdemocratico e comunista, rinunciarono all'appartenenza alla chiesa.
Il conflitto si sviluppò tra le forze radicali tra cui la Lega degli atei militanti e le forze socialdemocratiche nell'Europa occidentale guidate da Theodor Hartwig e Max Sievers. Nel 1930 le delegazioni sovietiche e alleate, in seguito ad un ritiro, presero il controllo dell'IPF ed esclusero i precedenti leader. Dopo l'ascesa al potere di Hitler nel 1933, la maggior parte delle organizzazioni di libero pensiero furono bandite, sebbene alcuni gruppi di destra che lavoravano con le cosiddette Völkische Bünde (letteralmente associazioni "etniche" con ideologia nazionalista, xenofoba e molto spesso razzista) furono tollerati dai nazisti fino alla metà degli anni ’30.

#### Irlanda
Nel XIX secolo, l'opinione comune fu scandalizzata da George Ensor (1769-1843). La sua Review of the Miracles, Prophecies, & Mysteries of the Old and New Testaments (1835) sosteneva che, lungi dall'essere una fonte di insegnamento morale, la religione rivelata e i suoi teologi consideravano le questioni morali come "incidentali" come argomento "mondano e meramente filosofico".

#### Paesi Bassi
Nei Paesi Bassi, il libero pensiero esiste in forma organizzata sin dalla fondazione del De Dageraad (ora noto come De Vrije Gedachte) nel 1856. Tra i suoi abbonati più importanti del XIX secolo c'erano Johannes van Vloten, Multatuli, Adriaan Gerhard e Domela Nieuwenhuis.
Nel 2009, Frans van Dongen ha fondato il Partito Ateo-Secolare, che ha una visione notevolmente restrittiva della religione e delle espressioni religiose pubbliche.
Dal 19º secolo, il libero pensiero nei Paesi Bassi è diventato più noto come fenomeno politico attraverso almeno tre correnti: libero pensiero liberale, libero pensiero conservatore e libero pensiero classico. In altre parole, i partiti che si identificano come liberi pensatori tendono a favorire approcci razionali e non dottrinali alle loro ideologie preferite e sono sorti come alternative laiche sia ai partiti allineati al clero che ai partiti allineati ai lavoratori. Temi comuni tra i partiti politici liberi di pensiero sono "libertà" e "individualismo".

#### Svizzera
Con l'introduzione delle tasse ecclesiastiche cantonali negli anni '70 dell'Ottocento, gli anticlericali iniziarono ad organizzarsi. Intorno al 1870 fu fondato a Zurigo un "club di liberi pensatori". Durante il dibattito sulla legge ecclesiastica di Zurigo nel 1883, il professore Friedrich Salomon Vögelin e il consigliere comunale Kunz proposero di separare Chiesa e Stato.

#### Turchia
Negli ultimi anni dell'Impero Ottomano, il libero pensiero ha fatto sentire la sua voce attraverso le opere di personaggi illustri come Ahmet Rıza, Tevfik Fikret, Abdullah Cevdet, Kılıçzade Hakkı e Celal Nuri İleri. Questi intellettuali influenzarono il primo periodo della Repubblica Turca. Mustafa Kemal Atatürk – maresciallo, statista rivoluzionario, autore e fondatore del secolare stato nazionale turco, che ne fu il primo presidente dal 1923 fino alla sua morte nel 1938 – fu il praticante delle loro idee. Ha fatto molte riforme che hanno modernizzato il paese. Le fonti sottolineano che Atatürk era uno scettico religioso e un libero pensatore. Era un deista non dottrinario o un ateo, che era antireligioso e anti-islamico in generale. Secondo Atatürk, il popolo turco non sa cosa sia veramente l'Islam e non legge il Corano. Le persone sono influenzate da frasi arabe che non capiscono e, a causa delle loro usanze, vanno nelle moschee. Quando i turchi leggeranno il Corano e ci penseranno, lasceranno l’Islam. Atatürk descrisse l'Islam come la religione degli arabi nella sua opera intitolata Vatandaş için Medeni Bilgiler in base alle sue opinioni critiche e nazionaliste.
L'Associazione dell'ateismo (Ateizm Derneği), la prima organizzazione atea ufficiale in Medio Oriente e Caucaso, è stata fondata nel 2014. Serve a sostenere le persone irreligiose e i liberi pensatori in Turchia che sono discriminati in base alle loro opinioni. Nel 2018 alcuni media avevano riferito che l'Ateizm Derneği avrebbe chiuso i battenti a causa delle pressioni sui suoi membri e degli attacchi dei media filogovernativi, ma l'associazione stessa ha chiarito che non era così e che era ancora attiva.

#### Regno Unito

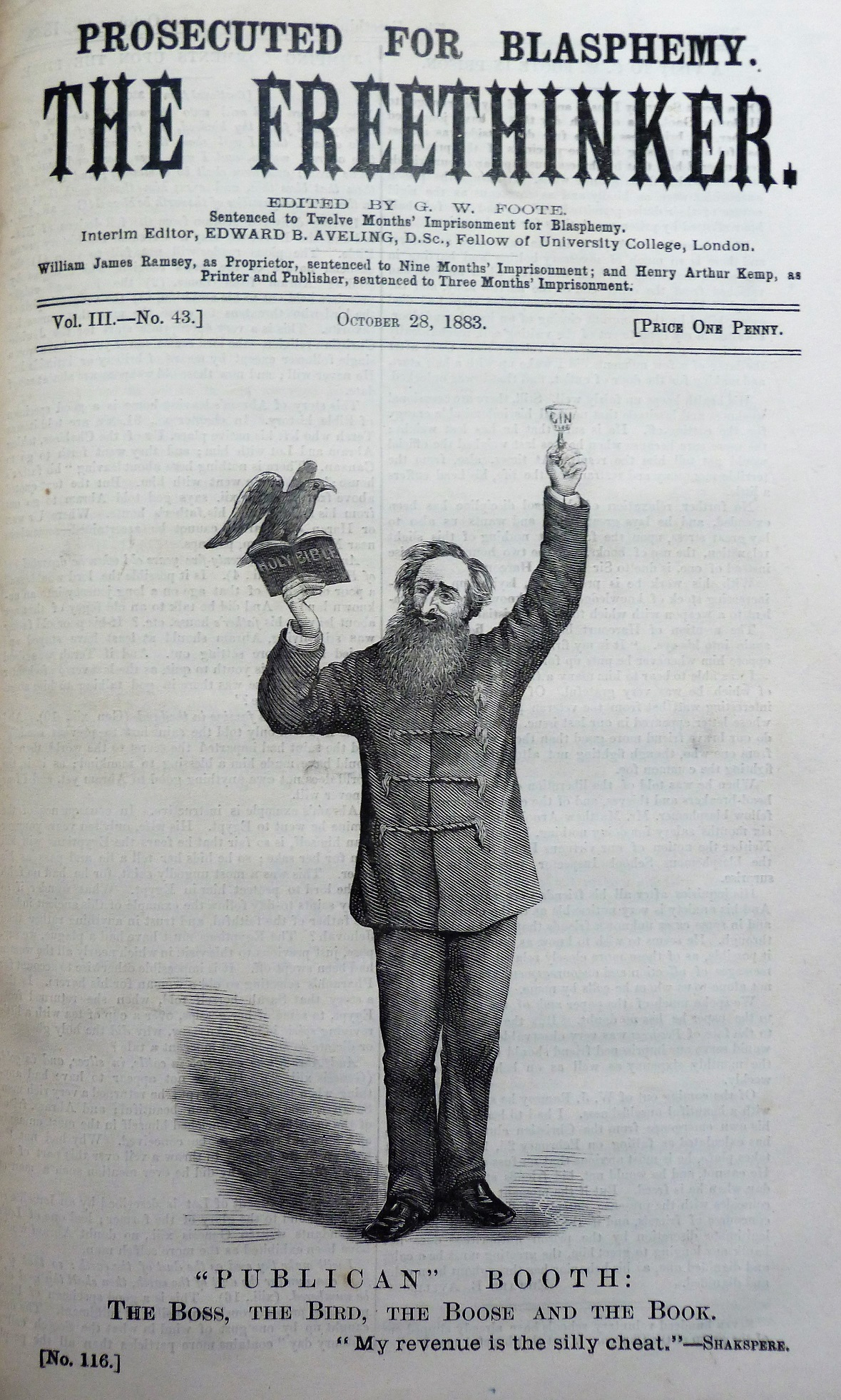
Copertina del Volume III, Numero 43 della rivista "The Freethinker", 28 ottobre 1883.

Il termine libero pensatore emerse verso la fine del XVII secolo in Inghilterra per descrivere coloro che si opponevano all'istituzione della Chiesa e alla fede letterale nella Bibbia. Le convinzioni di questi individui erano incentrate sul concetto che le persone potessero comprendere il mondo attraverso la considerazione della natura. Tali posizioni furono formalmente documentate per la prima volta nel 1697 da William Molyneux in una lettera ampiamente pubblicizzata a John Locke, e più ampiamente nel 1713, quando Anthony Collins scrisse il suo Discorso sul libero pensiero, che ottenne notevole popolarità. Questo saggio attacca il clero di tutte le chiese ed è un appello al deismo.
La rivista The Freethinker fu pubblicata per la prima volta in Gran Bretagna nel 1881; è continuata ad essere stampata fino al 2014 ed esiste ancora come pubblicazione basata sul web.

#### Stati Uniti
Il movimento del Libero Pensiero si organizzò per la prima volta negli Stati Uniti come "Free Press Association" nel 1827 in difesa di George Houston, editore di The Correspondent, uno dei primi giornali di critica biblica in un'epoca in cui erano ancora possibili condanne per blasfemia. Houston aveva contribuito a fondare una comunità owenita a Haverstraw, New York nel 1826–27. The Correspondent di breve durata fu sostituito dal Free Enquirer, l'organo ufficiale della comunità New Harmony di Robert Owen in Indiana, edito da Robert Dale Owen e da Fanny Wright tra il 1828 e il 1832 a New York. Durante questo periodo Robert Dale Owen cercò di introdurre lo scetticismo filosofico del movimento del Libero Pensiero nel Partito dei Lavoratori di New York City. Le celebrazioni civiche annuali del compleanno di Paine da parte del Free Enquirer dopo il 1825 si unirono finalmente nel 1836 nella prima organizzazione nazionale di liberi pensatori, la "Società morale e filosofica degli Stati Uniti per la diffusione generale della conoscenza utile". Fu fondata il 1 agosto 1836 durante un congresso nazionale al Lyceum di Saratoga Springs con Isaac S. Smith di Buffalo, New York, come presidente. Smith era anche il candidato del Partito per la Parità dei Diritti (chiamato anche Locofocos) nel 1836 a governatore di New York ed era stato anche il candidato del Partito dei Lavoratori a vicegovernatore di New York nel 1830. La Moral and Philosophical Society pubblicò The Beacon, a cura di Gilbert Vale.
Spinto dalle rivoluzioni del 1848 negli stati tedeschi, il XIX secolo vide un'immigrazione di liberi pensatori e anticlericali tedeschi negli Stati Uniti. Negli Stati Uniti speravano di poter vivere secondo i propri principi, senza interferenze da parte del governo e delle autorità ecclesiastiche.
Molti liberi pensatori si stabilirono nelle roccaforti degli immigrati tedeschi, tra cui St. Louis, Indianapolis, Wisconsin e Texas, dove fondarono la città di Comfort, Texas, così come altre.
Questi gruppi di liberi pensatori tedeschi si riferivano alle loro organizzazioni come Freie Gemeinden, o "congregazioni libere". La prima Freie Gemeinde fu fondata a St. Louis nel 1850. Altre seguirono in Pennsylvania, California, Washington, DC, New York, Illinois, Wisconsin, Texas e altri stati.
I liberi pensatori tendevano ad essere liberali, sposando ideali come l’uguaglianza razziale, sociale e sessuale e l’abolizione della schiavitù. 

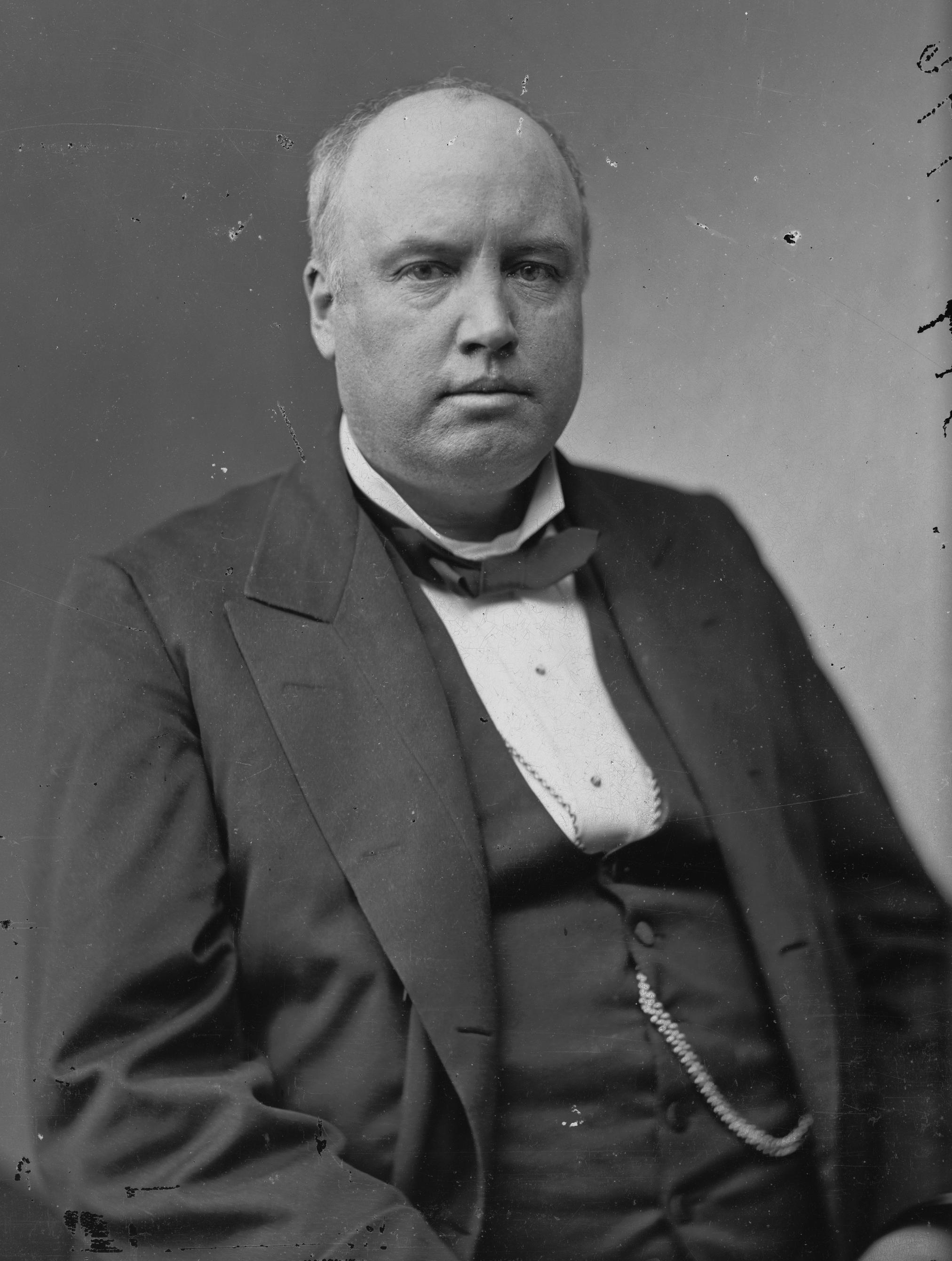
Robert G. Ingersoll

L'"età dell'oro del libero pensiero" negli Stati Uniti arrivò alla fine del 1800. L'organizzazione dominante era la National Liberal League che si formò nel 1876 a Filadelfia. Questo gruppo si riformò nel 1885 come American Secular Union sotto la guida dell'eminente oratore agnostico Robert G. Ingersoll. Dopo la morte di Ingersoll nel 1899 l'organizzazione declinò, in parte a causa della mancanza di una leadership efficace.
Il libero pensiero negli Stati Uniti è diminuito all’inizio del XX secolo poiché la maggior parte delle congregazioni di libero pensiero si erano sciolte o si erano unite ad altre chiese tradizionali. La congregazione di libero pensiero più longeva in America è la Free Congregation of Sauk County, Wisconsin, fondata nel 1852. Si affiliò all'American Unitarian Association (ora Unitarian Universalist Association) nel 1955. DM Bennett fu il fondatore ed editore di The Truth Seeker nel 1873, un periodico americano radicale di pensiero libero e riformatore.
Gli insediamenti dei liberi pensatori tedeschi erano situati in:
- Burlington, Racine County, Wisconsin[56]
- Belleville, St. Clair County, Illinois
- Castell, Llano County, Texas
- Comfort, Kendall County, Texas
- Davenport, Scott County, Iowa[60]
- Fond du Lac, Fond du Lac County, Wisconsin[56]
- Frelsburg, Colorado County, Texas
- Hermann, Gasconade County, Missouri
- Jefferson, Jefferson County, Wisconsin[56]
- Indianapolis, Indiana
- Latium, Washington County, Texas
- Manitowoc, Manitowoc County, Wisconsin[56]
- Meyersville, DeWitt County, Texas
- Milwaukee, Wisconsin[56]
- Millheim, Austin County, Texas
- Oshkosh, Winnebago County, Wisconsin[56]
- Ratcliffe, DeWitt County, Texas
- Sauk City, Sauk County, Wisconsin[56][59]
- Shelby, Austin County, Texas
- Sisterdale, Kendall County, Texas
- St. Louis, Missouri
- Tusculum, Kendall County, Texas
- Two Rivers, Manitowoc County, Wisconsin[56]
- Watertown, Dodge County, Wisconsin[56]

#### Anarchismo

##### Tradizione degli Stati Uniti
Il libero pensiero ha influenzato lo sviluppo dell'anarchismo negli Stati Uniti d'America.

##### Tradizione europea
In Europa, uno sviluppo simile si è verificato nei circoli anarchici individualisti francesi e spagnoli:
Queste tendenze continueranno nell’anarchismo individualista francese nel lavoro e nell’attivismo di Charles-Auguste Bontemps (1893-1981) e altri. Nelle riviste anarchiche individualiste spagnole Ética e Iniciales
Nel 1901 l'anarchico e libero pensatore catalano Francesc Ferrer Guàrdia fondò scuole "moderne" o progressiste a Barcellona, a dispetto di un sistema educativo controllato dalla Chiesa cattolica. Le scuole avevano l'obiettivo dichiarato di "educare la classe operaia in un ambiente razionale, laico e non coercitivo". Ferocemente anticlericale, Ferrer credeva nella "libertà educativa", un'istruzione libera dall'autorità della Chiesa e dello Stato. Le idee di Ferrer, in generale, costituirono l'ispirazione per una serie di Scuole Moderne negli Stati Uniti, a Cuba, in Sud America e a Londra. Il primo di questi iniziò a New York nel 1911. Ferrer ispirò anche il quotidiano italiano Università popolare, fondato nel 1901.

## Il libero pensiero in Massoneria
La Massoneria attirò molti liberi pensatori e divenne un fulcro del movimento, durante l'era dell'Illuminismo, grazie alla sua enfasi sull'appartenenza inclusiva, sulla logica, sul razionalismo e sulla tolleranza religiosa. Le origini della Massoneria dalle corporazioni degli scalpellini significavano che il suo simbolismo e i suoi rituali si ispiravano a concetti del Trivio e del Quadrivio, i quali includono la padronanza della grammatica, della retorica, della logica quindi dell'aritmetica, della geometria, della musica e dell'astronomia, nonché altre arti come le arti meccaniche, che riflettono gli ideali illuministi con l'obiettivo di rendere i suoi membri maestri dei propri pensieri e opinioni rendendoli così liberi pensatori. Ciò distingueva la Massoneria da altri ordini fraterni incentrati sulla cavalleria o sulla moralità cristiana.

### Razionalismo e scienza
Poiché la Massoneria utilizzava ampi simboli e allegorie legate alla matematica, alla geometria e all'architettura, trasmettendo l'importanza della ragione e della scienza, e il simbolo massonico centrale del compasso e della squadra rappresentava la logica e il rigore nonché riferimenti al "Grande Architetto dell'Universo" questi concetti furono interpretati come un creatore scientifico deista dai liberi pensatori dell'Illuminismo.
I primi scritti massonici speculativi influenti di James Anderson e Jean-Theophile Desaguliers citavano spesso Isaac Newton e promuovevano idee scientifiche newtoniane. Desaguliers era un caro amico e allievo di Newton, diffondendo ulteriormente le teorie di Newton alle logge. I libri di testo e le conferenze di geometria erano comuni nelle prime logge, in linea con l'interesse dell'Illuminismo per la matematica e la scienza.
Il sistema a più livelli di rituali di iniziazione della Massoneria utilizzava allegoricamente gli strumenti, le fasi e i concetti dell'architettura e della meccanica per rappresentare l'illuminazione e l'auto-miglioramento attraverso l'educazione e la ragione. Ciò risuonava con la convinzione dei liberi pensatori nel perfezionare la società attraverso la diffusione della conoscenza.

### Tolleranza religiosa
A differenza della maggior parte degli ordini fraterni contemporanei, la Massoneria non richiedeva ai suoi membri di seguire uno specifico credo religioso. Questa apertura permise a uomini di fedi diverse, inclusi liberi pensatori e deisti, di unirsi a logge locali in tutta Europa e in America nell'era dell'Illuminismo. Pur utilizzando immagini e temi religiosi, la Massoneria evitò intenzionalmente controversie dogmatiche e concentrò le sue lezioni morali su valori condivisi di virtù, carità e rettitudine.
Questa tolleranza religiosa attirò pensatori illuministi, come Voltaire, che vedevano la religione organizzata come un sostegno ai monarchi tradizionali oppressivi e un ostacolo al libero pensiero. Benjamin Franklin elogiò nei suoi scritti i principi massonici di "liberalità, tolleranza e unità negli elementi essenziali, lasciando ogni Fratello alle proprie opinioni su quelli non essenziali".

### Liberalismo politico
Molti liberi pensatori illuministi percepivano la religione ufficiale come un sostegno alle monarchie tradizionali e un’oppressione del libero pensiero. Di conseguenza, la segretezza e la struttura gerarchica iniziatica della Massoneria allarmarono alcuni stati autoritari, preoccupati che potesse incoraggiare idee rivoluzionarie liberali.
Tuttavia, la maggior parte delle logge massoniche mirava principalmente a promuovere la moralità, la socievolezza e le cause filantropiche piuttosto che la politica radicale. Ma i valori del libero pensiero, della libertà, dell’uguaglianza e dell’opposizione alla tirannia venivano celebrati anche nei rituali e negli scritti massonici. Questo spirito intellettuale probabilmente contribuì a far sì che molti massoni sostenessero i movimenti di indipendenza e partecipassero come padri fondatori degli Stati Uniti.
Nel XIX e XX secolo, alcuni stati autoritari sospettarono anche che la Massoneria incoraggiasse filosofie liberali di libero pensiero e soppressero le logge massoniche.

### Ricerca della maestria
Uno degli obiettivi fondamentali del sistema iniziatico della Massoneria è guidare lo sviluppo intellettuale e morale degli uomini verso la maestria e l'illuminazione. I rituali e i gradi massonici raffigurano simbolicamente il passaggio da Apprendista a Compagno di Arte ("Fellowcraft") a Maestro Massone come metafora dell'apprendimento indipendente e dell'auto-miglioramento fino all'obiettivo di diventare un Maestro di se stesso, quindi un libero pensatore completo.
Raggiungere la maestria viene presentato come la liberazione della mente di un uomo dalla dipendenza dalle autorità e dai dogmi in modo che possa ragionare autonomamente e avere opinioni informate. La perfettibilità della natura umana attraverso l'educazione e la libertà è un tema chiave. Ciò è in linea con le opinioni dei liberi pensatori sul pensare con la propria testa usando la logica e l'empirismo.